# Gemelos 26
Los Gemelos 26 son dos rascacielos gemelos ubicadas en Benidorm (Alicante), de 114 metros y 33 plantas cada uno. Gemelos es una «marca» que cuenta numerosos edificios de torres en Benidorm (como Coblanca), y este complejo es la más alta. La cumbre está rematada con un pico de cristal por detrás y un bloque cuadrado de hormigón visto por delante. Gran parte de sus unidades se destinan a alquileres vacacionales. Son las segundas torres gemelas más altas de España, por detrás de las Torres de Santa Cruz (Santa Cruz de Tenerife) con 120 metros, superando por poco a Puerta de Europa (Madrid).
El complejo residencial se construyó en el año 2009 y entre sus instalaciones se encuentran una pista de tenis, tres pistas de pádel, parque infantil, zona ajardinada con palmeras y dos piscinas (una de ellas climatizada). Se sitúa a unos 750 metros de la Playa de Levante.